# Carolina Weidenhayn
Johanna Carolina Weidenhayn, född 22 oktober 1822 i Stockholm, död 24 december 1902 i Stockholm, var en svensk xylograf och metallgravör. Hon anses vara en av Sveriges första kvinnliga xylografer.

## Biografi
Carolina Weidenhayn var dotter till fäktmästaren och hovmedaljören Ludvig Person Lundgren och Rebecca Johanna Salmson och från 1850 gift med Victor Per Samuel Weidenhayn samt syster till Pehr Henrik Lundgren och Lea Fredrika Ahlborn.
Weidenhayn bedrev självstudier i trä- och metallgravyr i Stockholm innan hon 1858 reste till Paris, Tyskland och Belgien för att vidare studier. Hon var en av dåtidens mest anlitade svenska xylografer och utförde sina första arbete för sjökarteverket. Hon var anställd som lärare i metall och trägravyr vid Svenska slöjdföreningens skola i Stockholm 1859–1881. Vid sidan av sin lärartjänst anlitades hon ofta för att utföra illustrationer åt vetenskapliga författare. Hon fick 1867 statsbidrag för att resa till världsutställningen i Paris där hon skulle studera de framsteg som gjorts inom xylografi och guldsmedsgravyr.
Weidenhayn medverkade i Konstakademiens utställningar ett flertal gånger 1863–1885 och världsutställningen i Paris 1878 och en utställning i Göteborg 1886. Hennes trägravyrer återfanns i bland annat Illustrerad månadsskrift för ungdom, Svenska arbetaren 1861–1865 och Carl Anton Petterssons reseskildring Lappland, dess natur och folk. Bland hennes övriga arbeten märks Exlibris.
Carolina Weidenhayn är representerad vid bland annat Kungliga biblioteket i Stockholm.